# Lysimachia pentapetala
Lysimachia pentapetala là một loài thực vật có hoa trong họ Anh thảo. Loài này được Bunge mô tả khoa học đầu tiên năm 1835.